# Callistoctopus
Callistoctopus — рід восьминогів. Вирізняються червонуватим забарвленням, білими сосочками, що вистилають їхні тіла, і довгими руками. Вони схожі на Octopus, але уникають конкуренції, полюючи вночі (Octopus полюють вдень). Деякі види використовуються людиною як морепродукти (зокрема Callistoctopus macropus та Callistoctopus ornatus).

## Види
Рід включає 13 видів:
- Callistoctopus alpheus (Norman, 1993)
- Callistoctopus aspilosomatis (Norman, 1993)
- Callistoctopus bunurong (Stranks, 1990)
- Callistoctopus dierythraeus (Norman, 1993)
- Callistoctopus graptus (Norman, 1993)
- Callistoctopus lechenaultii (A. d'Orbigny, 1826)
- Callistoctopus luteus (Sasaki, 1929)
- Callistoctopus macropus (Risso, 1826)
- Callistoctopus nocturnus (Norman & Sweeney, 1997)
- Callistoctopus ornatus (A. Gould, 1852)
- Callistoctopus rapanui (G. L. Voss, 1979)
- Callistoctopus tenuipes J.-H. Li, C-.X. Xu & X.-D. Zheng, 2022
- Callistoctopus xiaohongxu X.-D. Zheng, C.-X. Xu & J.-H. Li, 2022